# 惲珠
惲珠（1771年7月29日—1833年6月1日），字星聯，別字珍浦，晚號蓉湖散人、毗陵女史，江蘇常州府陽湖人，清朝女詩人、畫家，一品太夫人。

## 生平
乾隆三十六年（1771年）陰曆六月十八日生，曾祖父惲壽平，父親惲毓秀。據說出生前，其祖母夢見一婦人送來一顆大明珠，因此給孫女取名珠。十歲時能詩，十三時能工繡，善繪事，被女畫家、姑母恽冰欣賞。
惲珠少女時傾慕耶律常哥，願仿效她终生不嫁。十四歲時，完顏岱夫人索绰罗氏讓惲珠作一首以〈锦鸡〉為題的诗，後者援笔立成，诗云：「闲对清波照彩衣，徧身金锦世应稀。一朝脱却樊笼去，好向朝阳学凤飞。」，因此受索綽羅氏賞識而說親議婚，在十八歲時嫁給完顏廷璐作正室，為當時少見的滿漢聯姻。加拿大漢學家曼素恩指出，因為惲壽平有漢軍旗人的養父子關係，使滿漢聯姻具有合法性。
丈夫官至知府，生麟慶、麟昌、麟書、以及一女，後因麟慶被封為一品太夫人。晚年有四位孫子、十位孫女。惲珠少年曾自夢見到一海島，有人告訴她前生為菩薩侍女，島為紅香島，而繪有〈紅島侍書圖〉。
惲珠重視儒家禮教，信仰佛教，喜食素食、刻印佛經與醫書、作功德事，又仿照《列女傳》，編有《蘭閨寶錄》以推廣傳統的倫理道德。惲珠平日寫的詩作，由兒子私下印行，名為《紅香館集詩詞草》，有詩七十八首、詩餘六首。她知道後，說不足傳世，叫兒子不要再印。
惲珠被譽為滿汉文化融合、闺秀文化的典範，最知名的成就為歷時十七年編輯的《國朝閨秀正始集》。此書共二十卷，收錄清朝女子的詩作，共九百三十三人，一千七百餘首。她在書中表示收錄作者的標準限於閨秀女子，尼姑、道士、妓女等蓋置不錄，但少數具有晚節的青樓女子的作品選入附錄。她認為女子的詩作要有敦厚溫柔之旨，不可浮艷。作者來自各地，有滿、漢、蒙族之外，還有少數為哈密、土司、朝鮮女子。此書於1831年刊成後，許多女子將詩作寄來，希望能收錄於續集，惲珠一一收集頻加刪定，校對由十位孫女幫忙，媳婦們監督。
道光十三年（1833年）陰曆四月十四日，惲珠臨終時將未完成的續集交給孫女完顏妙蓮保，盼望能完成。惲珠去世後，妙蓮保以三年時間編成十卷《國朝閨秀正始續集》，又附錄一卷，共收錄共四百五十九人，九百一十九首，末錄輓詩一冊以誌雅誼，於道光十六年（1836年）印行。

## 畫作

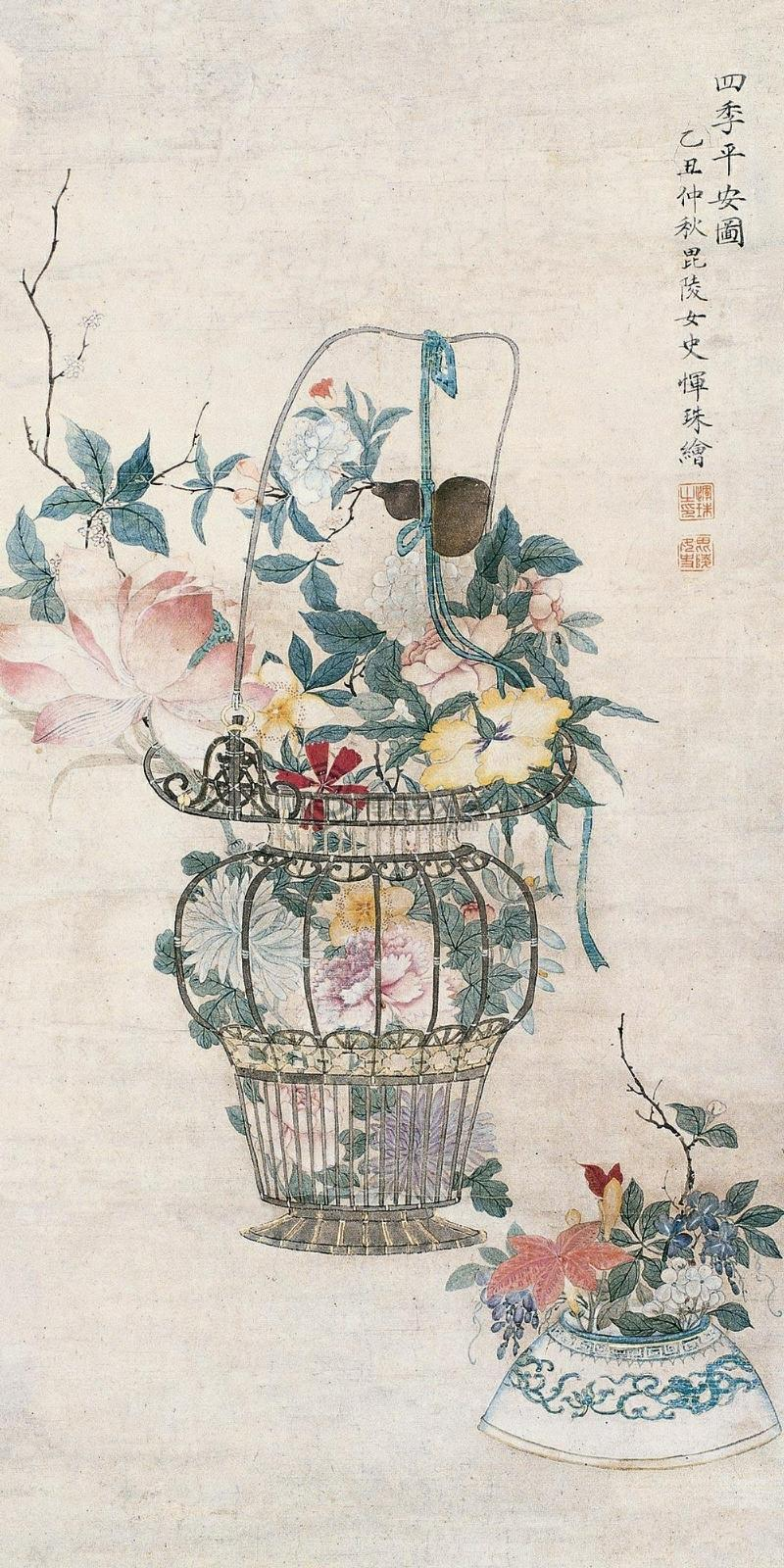
惲珠的〈四季平安圖〉

绘有〈紅島侍書圖〉、〈百花手卷〉、〈金鱼紫绶图〉、〈锦灰堆图〉、〈多喜图〉等。

## 著作
著有《紅香館集詩詞草》（高鹗序，宗室崇硕跋）、《鶴背青囊》、《閨簽》，纂有《蘭閨寶錄》及《國朝閨秀正始集》。

## 家庭
- 夫內務府鑲黃旗滿洲、山東泰安府知府完顏氏廷鏴。其父河南布政使完顏岱，嫡母索綽羅氏（父乾隆壬申恩科進士德風，胞叔乾隆丁巳科進士文莊公德保 (清朝)），庶母陸氏；祖父完顏泰；曾祖刑部侍郎期成額，其嫡妻舒穆魯氏（胞兄正白旗满洲、武英殿大學士文襄公舒赫德，胞姊舒穆魯氏嫁乾隆四年己未科繙譯進士文敬公伊爾根覺羅氏三寶 (繙譯進士)），继妻戴佳氏（父镶黄旗满洲、慤勤公戴佳氏那蘇圖，胞姊戴佳氏封乾隆帝之忻貴妃）。
- 子嘉慶己巳科進士完顏氏麟慶。
- 女儿完顏氏，嫁內務府鑲黃旗漢軍、嘉慶戊寅恩科舉人董氏衍勛（胞兄道光癸未科進士衍豫（又毓慶），父乾隆己酉科進士廣善）。

## 外部連結
- 《國朝閨秀正始集》 （页面存档备份，存于）